# ÖHB-Cup 2014/15
Der ÖHB-Cup 2014/15 war die 28. Austragung des österreichischen Handballcupwettbewerbs der Herren. Mit einem Sieg über Bregenz Handball gewann Handballclub Fivers Margareten den Pokal.

## Hauptrunden

### 1. Runde
An der 1. Runde nahmen fünf Vertreter der Landesverbände teil. Heimmannschaft war immer die Erst gezogene. Tecton WAT Atzgersdorf, HC JCL BW Feldkirch und HIB Handball Graz bekamen ein Freilos zugewiesen.
| Datum, Uhrzeit           | Heimmannschaft                        | Ergebnis          | Gastmannschaft                       |
| ------------------------ | ------------------------------------- | ----------------- | ------------------------------------ |
| 11. Okt. 2014, 19:00 Uhr | Union SPK. Korneuburg (LL) 8 Schafler | 29 : 24 (19 : 14) | SK Keplinger Traun (LL) 6 Bockmüller |

### 2. Runde
An der 2. Runde nahmen 16 Klubs teil: Die zwei Aufsteiger in die HLA, alle Mannschaften der Handball Bundesliga Austria und die Sieger der 1. Runde. Zuerst wurden den Landesligisten Gegner zugelost, danach die restlichen Mannschaften, wobei die spielklassentieferen Vereine Heimrecht hatten. Wurden zwei gleichklassige Mannschaften gezogen, hatte der erst gezogene den Vorzug.
| Handball Liga Austria                                                        | Handball Bundesliga Austria | Landesliga                                                                                 |
| - SU Falkensteiner Katschberg – St. Pölten - HSG Raiffeisen Bärnbach/Köflach | - medalp Handball Tirol - UHC Erste Bank Hollabrunn - Vöslauer HC - WAT Fünfhaus - UHC SISPO Gänserndorf - ATV TDE Group Trofaiach - HBA Fivers WAT Margareten - HSG Holding Graz - HC ece bulls Bruck - SC kelag Ferlach | - Union SPK. Korneuburg - Tecton WAT Atzgersdorf - HC JCL BW Feldkirch - HIB Handball Graz |

| Datum, Uhrzeit           | Heimmannschaft                               | Ergebnis          | Gastmannschaft                                        |
| ------------------------ | -------------------------------------------- | ----------------- | ----------------------------------------------------- |
| 19. Okt. 2014, 16:00 Uhr | Union SPK. Korneuburg (LL) 6 Pummer          | 23 : 24 (11 : 9)  | medalp Handball Tirol (2L) 7 Juric                    |
| 22. Okt. 2014, 18:30 Uhr | ATV TDE Group Trofaiach (2L) 7 Illmayer      | 27 : 37 (12 : 21) | HSG Raiffeisen Bärnbach/Köflach (1L) 8 Arnaudovski    |
| 29. Okt. 2014, 19:00 Uhr | HC ece bulls Bruck (2L) 7 Gasperov, Breg     | 28 : 30 (11 : 17) | SC kelag Ferlach (2L) 7 Pomorisac, Wagner             |
| 2. Nov. 2014, 16:30 Uhr  | HC JCL BW Feldkirch (LL) 6 Grißmann          | 23 : 22 (12 : 14) | Vöslauer HC (2L) 8 Pesic                              |
| 5. Nov. 2014, 19:30 Uhr  | WAT Fünfhaus (2L) 9 Walser                   | 33 : 34 (15 : 16) | UHC SISPO Gänserndorf (2L) 10 Fazik                   |
| 5. Nov. 2014, 20:00 Uhr  | HBA Fivers WAT Margareten (2L) 6 Hirn        | 29 : 39 (16 : 18) | HSG Holding Graz (2L) 7 Falkenberg                    |
| 12. Nov. 2014, 19:30 Uhr | HIB Handball Graz (LL) 7 Bedekovic, Merzihic | 25 : 37 (16 : 18) | SU Falkensteiner Katschberg – St. Pölten (1L) 10 Nagy |
| 16. Nov. 2014, 19:00 Uhr | Tecton WAT Atzgersdorf (LL) 7 Durajka        | 24 : 23 (13 : 11) | UHC Erste Bank Hollabrunn (2L) 5 Kljajic              |

### Achtelfinale
Am Achtelfinale nahmen 16 Klubs teil: Zehn Teams der HLA, vier Mannschaften der Handball Bundesliga Austria und die zwei qualifizierten Landesligisten. Es hatte immer der spielklassentiefere Verein Heimrecht. Wurden zwei gleichklassige Mannschaften gezogen, hatte der erst gezogene den Vorzug.
| Handball Liga Austria | Handball Bundesliga Austria                                                           | Landesliga                                     |
| - Bregenz Handball - SU Falkensteiner Katschberg – St. Pölten - HSG Raiffeisen Bärnbach/Köflach - Moser Medical UHK Krems - Handballclub Fivers Margareten - Alpla HC Hard - Union Juri Leoben - SG Handball West Wien - Sparkasse Schwaz Handball Tirol - HC Linz AG | - medalp Handball Tirol - UHC SISPO Gänserndorf - HSG Holding Graz - SC kelag Ferlach | - Tecton WAT Atzgersdorf - HC JCL BW Feldkirch |

| Datum, Uhrzeit           | Heimmannschaft                                  | Ergebnis                  | Gastmannschaft                                             |
| ------------------------ | ----------------------------------------------- | ------------------------- | ---------------------------------------------------------- |
| 2. Dez. 2014, 19:00 Uhr  | HC JCL BW Feldkirch (LL) 7 Mäser                | 21 : 30 (9 : 13)          | HSG Raiffeisen Bärnbach/Köflach (1L) 7 Vodica              |
| 3. Dez. 2014, 19:00 Uhr  | HSG Holding Graz (2L) 7 Melnjak                 | 27 : 29 (15 : 16)         | SU Falkensteiner Katschberg – St. Pölten (1L) 8 Furtmüller |
| 8. Dez. 2014, 17:00 Uhr  | SC kelag Ferlach (2L) 8 Wagner, Barisic         | 31 : 25 (14 : 13)         | HC Linz AG (1L) 6 Hoflehner                                |
| 9. Dez. 2014, 19:30 Uhr  | Union Juri Leoben (1L) 7 Barisic-Jaman, Wulz    | 32 : 33 (14, 29 : 15, 29) | SG Handball West Wien (1L) 8 Posch                         |
| 9. Dez. 2014, 20:00 Uhr  | medalp Handball Tirol (2L) 6 Hochleitner        | 22 : 28 (10 : 17)         | Bregenz Handball (1L) 8 Harrich                            |
| 14. Dez. 2014, 15:00 Uhr | Tecton WAT Atzgersdorf (LL) 6 Dobias F.         | 23 : 28 (11 : 14)         | Moser Medical UHK Krems (1L) 7 Visy                        |
| 15. Dez. 2014, 20:00 Uhr | UHC SISPO Gänserndorf (2L) 5 Tschur, Fazik      | 21 : 27 (11 : 17)         | Sparkasse Schwaz Handball Tirol (1L) 9 Kandolf             |
| 16. Dez. 2014, 20:00 Uhr | Handballclub Fivers Margareten (1L) 11 Bilyk N. | 36 : 30 (20 : 15)         | Alpla HC Hard (1L) 6 Dicker, Markez                        |

### Viertelfinale
Am Viertelfinale nehmen acht Klubs teil: Sieben Teams der HLA und eine Mannschaft der Handball Bundesliga Austria. Es hatte immer der spielklassentiefere Verein Heimrecht; wurden zwei gleichklassige Mannschaften gezogen, hatte der erst gezogene den Vorzug.
| Handball Liga Austria | Handball Bundesliga Austria |
| - Bregenz Handball - SU Falkensteiner Katschberg – St. Pölten - HSG Raiffeisen Bärnbach/Köflach - Moser Medical UHK Krems - Handballclub Fivers Margareten - SG Handball West Wien - Sparkasse Schwaz Handball Tirol | - SC kelag Ferlach          |

| Datum, Uhrzeit           | Heimmannschaft                                       | Ergebnis          | Gastmannschaft                                                 |
| ------------------------ | ---------------------------------------------------- | ----------------- | -------------------------------------------------------------- |
| 11. Feb. 2015, 19:00 Uhr | SU Falkensteiner Katschberg – St. Pölten (1L) 6 Nagy | 27 : 25 (14 : 11) | HSG Raiffeisen Bärnbach/Köflach (1L) 7 Kolar                   |
| 14. Feb. 2015, 19:00 Uhr | SC kelag Ferlach (2L) 8 Wagner                       | 33 : 37 (17 : 20) | SG Handball West Wien (1L) 5 Hermann, Frimmel, Jochmann, Posch |
| 3. März 2015, 19:00 Uhr  | Sparkasse Schwaz Handball Tirol (1L) 6 Prakapenia    | 23 : 36 (11 : 16) | Handballclub Fivers Margareten (1L) 8 Ziura                    |
| 4. März 2015, 20:00 Uhr  | Moser Medical UHK Krems (1L) 8 Mitkov                | 32 : 33 (17 : 16) | Bregenz Handball (1L) 8 Mayer, Varvne                          |

## Finalrunden
Die Endrunde, das Final Four, wurde im BSFZ Südstadt in der Südstadt am 27. und 28. März 2015 ausgetragen.

### Halbfinale
Die Auslosung der Halbfinals fand am 7. März 2015 statt. Für das Halbfinale waren folgende Mannschaften qualifiziert:
| Handball Liga Austria                                                                                                  |
| - Bregenz Handball - SU Falkensteiner Katschberg – St. Pölten - SG Handball West Wien - Handballclub Fivers Margareten |

Die Spiele der Halbfinals fanden am 27. März 2015 statt. Der Gewinner jeder Partie zog in das Finale des ÖHB-Cups 2014/15 ein.
| Bregenz Handball | Bregenz Handball    | Bregenz Handball | Bregenz Handball | Bregenz Handball | 26 (11) | - | 24 (8) | SG Handball West Wien | SG Handball West Wien | SG Handball West Wien | SG Handball West Wien | SG Handball West Wien |
| ---------------- | ------------------- | ---------------- | ---------------- | ---------------- | ------- | - | ------ | --------------------- | --------------------- | --------------------- | --------------------- | --------------------- |
| Rückennummer     | Spieler             | Gelbe Karte      |                  | Rote Karte       | Tore    |   | Tore   | Gelbe Karte           |                       | Rote Karte            | Spieler               | Rückennummer          |
| 1                | Vladimir Bozic      |                  |                  |                  | 0       |   | 0      |                       |                       |                       | Sandro Uvodić         | 1                     |
| 2                | Lucas Mayer         | 1                | 1                |                  | 1       |   | 6      | 1                     | 2                     |                       | Alexander Hermann     | 2                     |
| 4                | Amadeus Hedin       |                  |                  |                  | 0       |   | 0      |                       |                       |                       | Robert Machinek       | 4                     |
| 6                | Lukas Frühstück     |                  |                  |                  | 1       |   | 0      |                       |                       |                       | Simon Pratschner      | 6                     |
| 7                | Povilas Babarskas   |                  |                  |                  | 10      |   | 0      |                       |                       |                       | Matthias Führer       | 7                     |
| 8                | Sebastian Burger    |                  |                  |                  | 0       |   | 1      |                       |                       |                       | Augustas Strazdas     | 8                     |
| 12               | Jürgen Suppanschitz |                  |                  |                  | 0       |   | 3      |                       |                       |                       | Duje Miljak           | 11                    |
| 13               | Filip Gavranović    |                  | 1                |                  | 5       |   | 3      | 1                     |                       |                       | Fabian Posch          | 14                    |
| 14               | Julian Rauch        |                  |                  |                  | 1       |   | 0      |                       |                       |                       | Florian Kaiper        | 16                    |
| 17               | Gernot Watzl        |                  |                  |                  | 3       |   | 1      |                       |                       |                       | Markus Wagesreiter    | 18                    |
| 20               | Ante Ešegović       |                  |                  |                  | 3       |   | 10     |                       |                       |                       | Sebastian Frimmel     | 20                    |
| 28               | Clemens Gangl       |                  |                  |                  | 0       |   | 0      |                       |                       |                       | Oray Sahin            | 24                    |
| 29               | Alexander Wassel    |                  |                  |                  | 0       |   | 0      |                       |                       |                       | Wilhelm Jelinek       | 28                    |
| 34               | Tobias Varvne       | 1                |                  |                  | 3       |   | 0      |                       |                       |                       | Philip Schuster       | 38                    |
| Trainer          | Markus Rinnthaler   |                  |                  |                  |         |   |        |                       |                       |                       | Erlingur Richardsson  | Trainer               |
| Trainer          | Robert Hedin        |                  |                  |                  |         |   |        |                       |                       |                       |                       |                       |

Schiedsrichter: Christoph Hurich & Denis Bolic
| SU Falkensteiner Katschberg – St. Pölten | SU Falkensteiner Katschberg – St. Pölten | SU Falkensteiner Katschberg – St. Pölten | SU Falkensteiner Katschberg – St. Pölten | SU Falkensteiner Katschberg – St. Pölten | 29 (18) | - | 37 (19) | Handballclub Fivers Margareten | Handballclub Fivers Margareten | Handballclub Fivers Margareten | Handballclub Fivers Margareten | Handballclub Fivers Margareten |
| ---------------------------------------- | ---------------------------------------- | ---------------------------------------- | ---------------------------------------- | ---------------------------------------- | ------- | - | ------- | ------------------------------ | ------------------------------ | ------------------------------ | ------------------------------ | ------------------------------ |
| Rückennummer                             | Spieler                                  | Gelbe Karte                              |                                          | Rote Karte                               | Tore    |   | Tore    | Gelbe Karte                    |                                | Rote Karte                     | Spieler                        | Rückennummer                   |
| 1                                        | Jure Vran                                |                                          |                                          |                                          | 0       |   | 4       |                                |                                |                                | Ivan Martinović                | 5                              |
| 4                                        | Andràs Nagy                              |                                          |                                          |                                          | 4       |   | 1       |                                |                                |                                | Mathias Nikolic                | 15                             |
| 5                                        | Georg Furtmüller                         | 1                                        | 1                                        |                                          | 2       |   | 1       |                                |                                |                                | Markus Bezucha                 | 25                             |
| 6                                        | Johann Schmölz                           |                                          | 1                                        |                                          | 0       |   | 0       |                                |                                |                                | Serhij Bilyk                   | 51                             |
| 13                                       | Alen Bajgoric                            |                                          | 1                                        |                                          | 7       |   | 10      |                                |                                |                                | Nikola Bilyk                   | 53                             |
| 16                                       | Florian Deifl                            |                                          |                                          |                                          | 0       |   | 2       | 1                              | 1                              |                                | Vytautas Žiūra                 | 54                             |
| 17                                       | Nicolas Weilguny                         |                                          |                                          |                                          | 1       |   | 4       | 1                              |                                |                                | Tomas Eitutis                  | 55                             |
| 19                                       | Patrick Salfinger                        |                                          | 1                                        |                                          | 2       |   | 0       |                                |                                |                                | Kristian Pilipovic             | 56                             |
| 20                                       | Christoph Svoboda                        |                                          |                                          |                                          | 5       |   | 3       |                                |                                |                                | Herbert Jonas                  | 57                             |
| 21                                       | Alexander Pils                           |                                          |                                          |                                          | 4       |   | 2       | 1                              | 2                              |                                | Tobias Wagner                  | 58                             |
| 29                                       | Damir Djukic                             | 1                                        |                                          |                                          | 2       |   | 0       |                                |                                |                                | Markus Kolar                   | 59                             |
| 32                                       | Kevin Wieninger                          |                                          |                                          |                                          | 0       |   | 3       |                                |                                |                                | Nikola Aljetic                 | 65                             |
| 55                                       | Stephan Hollaus                          |                                          |                                          |                                          | 0       |   | 5       |                                |                                |                                | Martin Fuger                   | 75                             |
| 91                                       | Daniel Bertl                             |                                          |                                          |                                          | 2       |   | 2       |                                |                                |                                | David Brandfellner             | 85                             |
| Trainer                                  | Ibish Thaqi                              |                                          |                                          |                                          |         |   |         |                                |                                |                                | Peter Eckl                     | Trainer                        |

Schiedsrichter: Alexandra Begusch & Martin Kotrc

### Finale

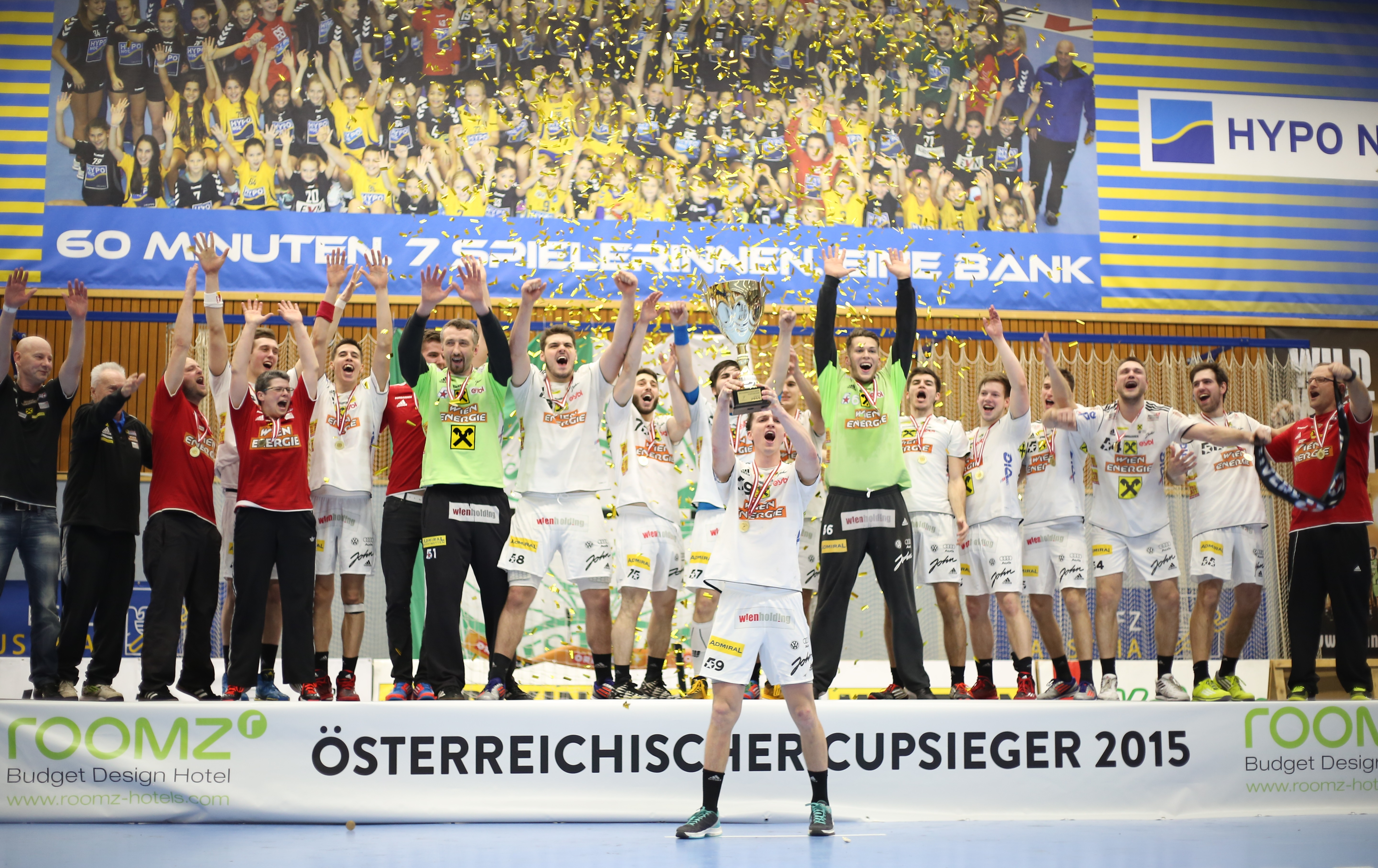
Pokalübergabe an den Handballclub Fivers Margareten

Das Finale fand am 28. März 2015 statt. Der Gewinner der Partie ist Sieger des ÖHB-Cups 2014/15.
| Bregenz Handball | Bregenz Handball    | Bregenz Handball | Bregenz Handball | Bregenz Handball | 34 (15, 29) | - | 37 (15, 29) | Handballclub Fivers Margareten | Handballclub Fivers Margareten | Handballclub Fivers Margareten | Handballclub Fivers Margareten | Handballclub Fivers Margareten |
| ---------------- | ------------------- | ---------------- | ---------------- | ---------------- | ----------- | - | ----------- | ------------------------------ | ------------------------------ | ------------------------------ | ------------------------------ | ------------------------------ |
| Rückennummer     | Spieler             | Gelbe Karte      |                  | Rote Karte       | Tore        |   | Tore        | Gelbe Karte                    |                                | Rote Karte                     | Spieler                        | Rückennummer                   |
| 1                | Vladimir Bozic      |                  |                  |                  | 0           |   | 0           |                                |                                |                                | Ivan Martinovic                | 5                              |
| 2                | Lucas Mayer         | 1                | 1                |                  | 6           |   | 0           |                                |                                |                                | Mathias Nikolic                | 15                             |
| 4                | Amadeus Hedin       |                  |                  |                  | 0           |   | 0           |                                |                                |                                | Markus Bezucha                 | 25                             |
| 6                | Lukas Frühstück     |                  |                  |                  | 0           |   | 0           |                                |                                |                                | Serhij Bilyk                   | 51                             |
| 7                | Povilas Babarskas   | 1                |                  |                  | 5           |   | 10          |                                | 1                              |                                | Nikola Bilyk                   | 53                             |
| 12               | Jürgen Suppanschitz |                  |                  |                  | 0           |   | 8           |                                | 1                              |                                | Vytautas Žiūra                 | 54                             |
| 13               | Filip Gavranović    | 1                |                  |                  | 5           |   | 6           |                                | 2                              |                                | Tomas Eitutis                  | 55                             |
| 14               | Julian Rauch        |                  |                  |                  | 3           |   | 0           |                                |                                |                                | Kristian Pilipovic             | 56                             |
| 17               | Gernot Watzl        |                  |                  |                  | 0           |   | 7           |                                |                                |                                | Herbert Jonas                  | 57                             |
| 19               | Nico Schnabl        |                  |                  |                  | 0           |   | 2           |                                |                                |                                | Tobias Wagner                  | 58                             |
| 20               | Ante Ešegović       |                  |                  |                  | 3           |   | 2           | 1                              | 1                              |                                | Markus Kolar                   | 59                             |
| 28               | Clemens Gangl       |                  |                  |                  | 0           |   | 0           |                                |                                |                                | Nikola Aljetic                 | 65                             |
| 29               | Alexander Wassel    | 1                |                  |                  | 5           |   | 0           |                                |                                |                                | Martin Fuger                   | 75                             |
| 34               | Tobias Varvne       |                  |                  |                  | 7           |   | 2           | 1                              |                                |                                | David Brandfellner             | 85                             |
| Trainer          | Markus Rinnthaler   |                  |                  |                  |             |   |             |                                |                                |                                | Peter Eckl                     | Trainer                        |
| Trainer          | Robert Hedin        | 1                |                  |                  |             |   |             |                                |                                |                                |                                | Trainer                        |

Schiedsrichter: Florian Hofer & Andreas Schmidhuber